# Campyloneurus rugifacialis
Campyloneurus rugifacialis (лат.) — вид паразитических наездников рода Campyloneurus из семейства Braconidae.

## Распространение
Китай (Guangxi, Yunnan)

## Описание
Мелкие бракониды (от 5 до 6 мм). Усики тонкие, нитевидые, состоят из 52 члеников. От близких видов отличается следующими признаками: голова и мезосома равномерно чёрные (у сходного вида Campyloneurus longitergum голова и мезосома в основном красные); лицо грубо морщинистое (у C. longitergum гладкое); первый тергит метасомы относительно толстый, в 1,2 раза больше его апикальной ширины (у C. longitergum менее толстый, 1,8 ×).
Третий тергит брюшка в задней части с хорошо развитой зазубреной поперечной бороздкой. Усики длиннее переднего крыла; дорсальный клипеальный край килевидный; брюшко гладкой и блестящее. Предположительно эктопаразитоиды личинок жуков.